# طواف إقليم الباسك 2005
طواف إقليم الباسك 2005 (بالإسبانية: Vuelta al País Vasco 2005) هو سباق دراجات هوائية، وهو الموسم رقم 45 من السباق، وأقيم خلال الفترة 4 أبريل 2005، وحتى 8 أبريل 2005، وهو من نوع سباق المرحلة.
فاز فيه بالمركز الأول دانيلو دي لوكا، وبالمركز الثاني دافيدي ريبلين، وبالمركز الثالث ألبيرتو كونتادور.

## الفرق
| فرق برو (20)- Bouygues Télécom - Cofidis-Le Crédit par Téléphone - Crédit Agricole (cycling team) ‏ - CSC - Davitamon-Lotto - Discovery Channel - De Nardi ‏ - Euskaltel–Euskadi (1994–2013) ‏ - Fassa Bortolo ‏ - Gerolsteiner (cycling team) ‏ - Illes Balears-Caisse d'Épargne - La Française des jeux - Lampre-Caffita - فريق أونسه ‏ - Liquigas ‏ - Phonak (cycling team) ‏ - Quick Step-Innergetic - Rabobank - صونيير دوفال برودير 2005 ‏ - T-Mobile ‏ فرق قارية محترفة (3)- كوميونيداد فالنسيانا 2005 ‏ - Kaiku ‏ - Relax–GAM ‏ |  |
| |  |

## المراحل
| قائمة المراحل | قائمة المراحل | قائمة المراحل                       | قائمة المراحل  | قائمة المراحل | قائمة المراحل      | قائمة المراحل  |
| المرحلة       | التاريخ       | الدورة                              |                | المسافة (كم)  | الفائز بالمرحلة    | القائد العام   |
| ------------- | ------------- | ----------------------------------- | -------------- | ------------- | ------------------ | -------------- |
| مرحلة 1       | 4 أبريل       | ثاراوث – ثاراوث                     |                | 133           | دانيلو دي لوكا     | دانيلو دي لوكا |
| مرحلة 2       | 5 أبريل       | ثاراوث – فال دي تراباغا-تراباغاران  |                | 166           | ديفيد مونكوتيه     | ايتور أوسا     |
| مرحلة 3       | 6 أبريل       | أورتويلا – فيتوريا-غاستيز           |                | 176           | أليخاندرو بالبيردي | ايتور أوسا     |
| مرحلة 4       | 7 أبريل       | فيتوريا-غاستيز – Alsasua – Altsasu ‏ |                | 167           | أليخاندرو بالبيردي | ايتور أوسا     |
| مرحلة 5       | 8 أبريل       | Alsasua – Altsasu ‏ – أونياتي        |                | 93            | ينس فويجت          | ايتور أوسا     |
| مرحلة 5       | 8 أبريل       | أونياتي – أونياتي                   | فردي ضد الساعة | 9٫3           | ألبيرتو كونتادور   | دانيلو دي لوكا |

## النتيجة

### مرحلة 1
هي مرحلة أجريت في 4 أبريل 2005، وامتدّت لمسافة 133 كيلومتر فاز بالمرحلة دانيلو دي لوكا، ومتصدر الترتيب العام في نهاية المرحلة دانيلو دي لوكا، والمتصدر حسب ترتيب النقاط دانيلو دي لوكا، ومتصدر ترتيب التسلق كارلوس زاراتي فرنانديز، ومتصدر ترتيب السرعة Iban Mayoz ‏، ومتصدر ترتيب الفرق 2005 Liquigas-Bianchi ‏.
| التصنيف العام | التصنيف العام                   | التصنيف العام | التصنيف العام          | التصنيف العام     |  |
| العداء        | العداء                          | البلد         | الفريق                 | الوقت             |  |
| ------------- | ------------------------------- | ------------- | ---------------------- | ----------------- |  |
| 1             | دانيلو دي لوكا                  | إيطاليا       | Liquigas-Bianchi       | 3 س 10 دقيقة 51 ث |  |
| 2             | Miguel Ángel Martín Perdiguero ‏ | إسبانيا       | Phonak Hearing Systems | + 0 ث             |  |
| 3             | أليخاندرو بالبيردي              | إسبانيا       | Illes Balears          | + 0 ث             |  |

### مرحلة 2
هي مرحلة أجريت في 5 أبريل 2005، وامتدّت لمسافة 166 كيلومتر فاز بالمرحلة ديفيد مونكوتيه، ومتصدر الترتيب العام في نهاية المرحلة ايتور أوسا، والمتصدر حسب ترتيب النقاط دانيلو دي لوكا، ومتصدر ترتيب التسلق جوناثان برو، ومتصدر ترتيب السرعة Iban Mayoz ‏.
| التصنيف العام | التصنيف العام  | التصنيف العام | التصنيف العام    | التصنيف العام     |  |
| العداء        | العداء         | البلد         | الفريق           | الوقت             |  |
| ------------- | -------------- | ------------- | ---------------- | ----------------- |  |
| 1             | ايتور أوسا     | إسبانيا       | Illes Balears    | 7 س 03 دقيقة 48 ث |  |
| 2             | دانيلو دي لوكا | إيطاليا       | Liquigas-Bianchi | + 2 ث             |  |
| 3             | باتريس هالجاند | فرنسا         | Crédit agricole  | + 2 ث             |  |

### مرحلة 3
هي مرحلة أجريت في 6 أبريل 2005، وامتدّت لمسافة 176 كيلومتر فاز بالمرحلة أليخاندرو بالبيردي، ومتصدر الترتيب العام في نهاية المرحلة ايتور أوسا، والمتصدر حسب ترتيب النقاط دانيلو دي لوكا، ومتصدر ترتيب التسلق جوناثان برو، ومتصدر ترتيب السرعة Iban Mayoz ‏.
| التصنيف العام | التصنيف العام  | التصنيف العام | التصنيف العام    | التصنيف العام      |  |
| العداء        | العداء         | البلد         | الفريق           | الوقت              |  |
| ------------- | -------------- | ------------- | ---------------- | ------------------ |  |
| 1             | ايتور أوسا     | إسبانيا       | Illes Balears    | 11 س 22 دقيقة 57 ث |  |
| 2             | دانيلو دي لوكا | إيطاليا       | Liquigas-Bianchi | + 2 ث              |  |
| 3             | باتريس هالجاند | فرنسا         | Crédit agricole  | + 2 ث              |  |

### مرحلة 4
هي مرحلة أجريت في 7 أبريل 2005، وامتدّت لمسافة 167 كيلومتر فاز بالمرحلة أليخاندرو بالبيردي، ومتصدر الترتيب العام في نهاية المرحلة ايتور أوسا، والمتصدر حسب ترتيب النقاط دانيلو دي لوكا، ومتصدر ترتيب التسلق Andoni Aranaga ‏، ومتصدر ترتيب السرعة Iban Mayoz ‏.
| التصنيف العام | التصنيف العام  | التصنيف العام | التصنيف العام    | التصنيف العام      |  |
| العداء        | العداء         | البلد         | الفريق           | الوقت              |  |
| ------------- | -------------- | ------------- | ---------------- | ------------------ |  |
| 1             | ايتور أوسا     | إسبانيا       | Illes Balears    | 15 س 35 دقيقة 01 ث |  |
| 2             | دانيلو دي لوكا | إيطاليا       | Liquigas-Bianchi | + 2 ث              |  |
| 3             | باتريس هالجاند | فرنسا         | Crédit agricole  | + 2 ث              |  |

### مرحلة 5a
هي مرحلة أجريت في 8 أبريل 2005، وامتدّت لمسافة 93 كيلومتر فاز بالمرحلة ينس فويجت، ومتصدر الترتيب العام في نهاية المرحلة ايتور أوسا، والمتصدر حسب ترتيب النقاط دانيلو دي لوكا، ومتصدر ترتيب التسلق Andoni Aranaga ‏، ومتصدر ترتيب السرعة Iban Mayoz ‏، ومتصدر ترتيب الفرق رابوبانك 2005.
| التصنيف العام | التصنيف العام  | التصنيف العام | التصنيف العام    | التصنيف العام      |  |
| العداء        | العداء         | البلد         | الفريق           | الوقت              |  |
| ------------- | -------------- | ------------- | ---------------- | ------------------ |  |
| 1             | ايتور أوسا     | إسبانيا       | Illes Balears    | 18 س 00 دقيقة 00 ث |  |
| 2             | دانيلو دي لوكا | إيطاليا       | Liquigas-Bianchi | + 1 ث              |  |
| 3             | دافيدي ريبلين  | إيطاليا       | Gerolsteiner     | + 5 ث              |  |

### مرحلة 5b
هي مرحلة من نوع سباق فردي ضد الساعة، أجريت في 8 أبريل 2005، وامتدّت لمسافة 9.3 كيلومتر فاز بالمرحلة ألبيرتو كونتادور، ومتصدر الترتيب العام في نهاية المرحلة دانيلو دي لوكا، والمتصدر حسب ترتيب النقاط دانيلو دي لوكا، ومتصدر ترتيب التسلق David Latasa ‏، ومتصدر ترتيب السرعة Iban Mayoz ‏.
| التصنيف العام | التصنيف العام    | التصنيف العام    | التصنيف العام          | التصنيف العام      |  |
| العداء        | العداء           | البلد            | الفريق                 | الوقت              |  |
| ------------- | ---------------- | ---------------- | ---------------------- | ------------------ |  |
| 1             | دانيلو دي لوكا   | إيطاليا          | Liquigas-Bianchi       | 18 س 13 دقيقة 53 ث |  |
| 2             | دافيدي ريبلين    | إيطاليا          | Gerolsteiner           | + 3 ث              |  |
| 3             | ألبيرتو كونتادور | إسبانيا          | Liberty Seguros-Würth  | + 11 ث             |  |
| 4             | ايتور أوسا       | إسبانيا          | Illes Balears          | + 14 ث             |  |
| 5             | بوبي جوليك       | الولايات المتحدة | CSC                    | + 18 ث             |  |
| 6             | أوسكار بريرو     | إسبانيا          | Phonak Hearing Systems | + 24 ث             |  |
| 7             | مايكل بوجيرد     | هولندا           | Rabobank               | + 25 ث             |  |
| 8             | مايكل روجرز      | أستراليا         | Quick Step-Innergetic  | + 26 ث             |  |
| 9             | داميانو كيونقو   | إيطاليا          | Lampre-Caffita         | + 27 ث             |  |
| 10            | ريكاردو سيرانو   | إسبانيا          | Kaiku                  | + 29 ث             |  |

## الفائزون
| الترتيب | الفائز           |
| ------- | ---------------- |
| الفائز  | دانيلو دي لوكا   |
| الثاني  | دافيدي ريبلين    |
| الثالث  | ألبيرتو كونتادور |